# Charles H. Joffe
Charles H. Joffe (New York, 16 luglio 1929 – Los Angeles, 9 luglio 2008) è stato un produttore cinematografico statunitense, noto per il suo sodalizio artistico con Woody Allen, del quale produsse quasi tutti i film dal 1969 al 2009.

## Biografia
Figlio di un farmacista di Brooklyn, Joffe studiò giornalismo all'Università di Syracuse e allo stesso tempo lavorò come agente di prenotazione per band musicali nei nightclub di quartiere. Successivamente conobbe il produttore Jack Rollins, lavorando per lui come agente junior presso la Music Corporation of America. Nel 1953 lui e Rollins lasciarono la MCA e formarono una propria agenzia a Manhattan.
Negli anni seguenti conobbe e strinse amicizia con Woody Allen, per il quale produrrà la maggior parte dei suoi film, da Prendi i soldi e scappa fino a Basta che funzioni. Nel 1978 vinse l'Oscar per il miglior film per Io e Annie.
Morì a Los Angeles il 9 luglio 2008, una settimana prima del suo 79º compleanno, dopo una lunga malattia.

## Vita privata
Dal 1968 fino alla morte è stato sposato con la scenografa Carol Joffe, con la quale ha adottato un figlio, Cory. Era inoltre patrigno di Suzanne e della futura regista Nicole Holofcener, avute da Carol da un precedente matrimonio.

## Filmografia
- Come ti dirotto il jet (Don't Drink the Water), regia di Howard Morris (1969)
- Prendi i soldi e scappa (Take the Money and Run), regia di Woody Allen (1969)
- Il dittatore dello stato libero di Bananas (Bananas), regia di Woody Allen (1971)
- Provaci ancora, Sam (Play It Again, Sam), regia di Herbert Ross (1972)
- Tutto quello che avreste voluto sapere sul sesso* *ma non avete mai osato chiedere (Everything You Always Wanted to Know About Sex* *but Were Afraid to Ask), regia di Woody Allen (1972)
- Il dormiglione (Sleeper), regia di Woody Allen (1973)
- Amore e guerra (Love & Death), regia di Woody Allen (1975)
- Il prestanome (The Front), regia di Martin Ritt (1976)
- Io e Annie (Annie Hall), regia di Woody Allen (1977)
- Interiors, regia di Woody Allen (1978)
- Manhattan, regia di Woody Allen (1979)
- Stardust Memories, regia di Woody Allen (1980)
- Arturo (Arthur), regia di Steve Gordon (1981)
- Una commedia sexy in una notte di mezza estate (A Midsummer Night's Sex Comedy), regia di Woody Allen (1982)
- Zelig, regia di Woody Allen (1983)
- Broadway Danny Rose, regia di Woody Allen (1984)
- La rosa purpurea del Cairo (The Purple Rose of Cairo), regia di Woody Allen (1985)
- Hannah e le sue sorelle (Hannah and Her Sisters), regia di Woody Allen (1986)
- Radio Days, regia di Woody Allen (1987)
- Settembre (September), regia di Woody Allen (1987)
- Un'altra donna (Another Woman), regia di Woody Allen (1988)
- New York Stories, regia di Martin Scorsese, Francis Ford Coppola e Woody Allen (1989) - segmento Edipo relitto
- Crimini e misfatti (Crimes and Misdemeanors), regia di Woody Allen (1989)
- Alice, regia di Woody Allen (1990)
- Ombre e nebbia (Shadows and Fog), regia di Woody Allen (1991)
- Mariti e mogli (Husbands and Wives), regia di Woody Allen (1992)
- Misterioso omicidio a Manhattan (Manhattan Murder Mystery), regia di Woody Allen (1993)
- Pallottole su Broadway (Bullets over Broadway), regia di Woody Allen (1994)
- La dea dell'amore (Mighty Aphrodite), regia di Woody Allen (1995)
- Tutti dicono I Love You (Everyone Says I Love You), regia di Woody Allen (1996)
- Harry a pezzi (Deconstructing Harry), regia di Woody Allen (1997)
- Celebrity, regia di Woody Allen (1998)
- Accordi e disaccordi (Sweet and Lowdown), regia di Woody Allen (1999)
- Criminali da strapazzo (Small Time Crooks), regia di Woody Allen (2000)
- La maledizione dello scorpione di giada (The Curse of the Jade Scorpion), regia di Woody Allen (2001)
- Hollywood Ending, regia di Woody Allen (2002)
- Anything Else, regia di Woody Allen (2003)
- Melinda e Melinda (Melinda and Melinda), regia di Woody Allen (2004)
- Match Point, regia di Woody Allen (2005)
- Scoop, regia di Woody Allen (2006)
- Sogni e delitti (Cassandra's Dream), regia di Woody Allen (2007)
- Vicky Cristina Barcelona, regia di Woody Allen (2008)
- Basta che funzioni (Whatever Works), regia di Woody Allen (2009) - postumo